# Алепино
Алепино — село, входит в Рождественское сельское поселение Собинского района Владимирской области. Родина русского писателя Владимира Солоухина (1924—1997).

## География
Находится на высоком округлом холме.
Вблизи села, у подножия холма, протекает река Ворша. Южнее Алепино, в 3,5 км, проходит автомобильная трасса Р-75 Владимир-Кольчугино.
Улицы: Дорожная, Лесная, Набережная, Победы.

## История

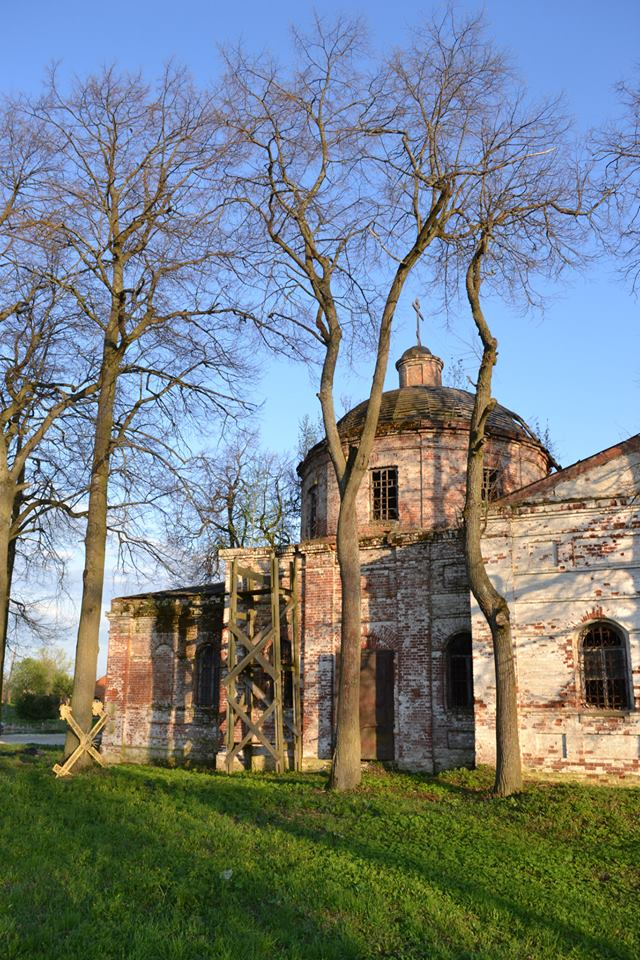
Церковь Покрова Богородицы. 2016 год

Согласно описанию населённых мест Владимирской губернии 1893 года, село Алепино, называемое также Олепино, находилось в сорока верстах от губернского города, «при пруде и колодцах». В первой половине XVI века принадлежало Московскому Ново-Девичьему монастырю и было выменено на село Никулинское царем Иваном Грозным (в Царской жалованной грамоте Ново-Девичьему монастырю от 1662 года говорится: «В Володимирском уезде в Полском стану село Мигулинское с деревнями, а пожаловал их (игуменью и наместницу монастыря с селами) тем селом и деревнями благостные памяти царь и великий князь Иван Васильевич всея Руси против их села Олепина с деревнями»).
В начале XVIII века принадлежало стольникам Петру и Ивану Салтыковым, основная усадьба которых находилась в четырёх километрах от Алепина в селе Черкутино. С тех пор осталось название леса — Самойловского и в некоторых оврагах, примыкающих к лесу, видны были остатки плотин барских прудов.
Сельская церковь в честь Покрова Пресвятые Богородицы считалась весьма древнего происхождения. При перестройке её из деревянной в камне на средства прихожан в 1850 году были найдены три антиминса, самый древний из них относился к княжению Василия Дмитриевича (сына Дмитрия Донского), два других — к временам Ивана Грозного и Бориса Годунова.
До 1849 года приход церкви состоял из села и трёх деревень, «но в этом году, по прошению помещика князя Салтыкова, преосвященный Парфентий к Олепину причислил из Черкутинского прихода семь деревень […]: Брод, Останиха, Курьяниха, Калинино, Оленинцо, Кривцо, Николютино, Зельники, Щуково и Борисово. Расстояние от села 1—3 версты, препятствий к сообщению между ними нет. Всех дворов в приходе 175, душ мужского пола 501 и женского 551».
В 1881 году в селе открыта церковно-приходская школа.
В XIX — начале XX века деревня входила в состав Спасской волости Юрьевского уезда, с 1925 года — в составе Черкутинской волости Владимирского уезда. 
С 1929 года деревня являлась центром Алепинского сельсовета Ставровского района, с 1932 года — в составе Собинского района, с 1945 года — в составе Ставровского района, с 1954 года — в составе Черкутинского сельсовета, с 1965 года — в составе Рождественского сельсовета Собинского района, с 2005 года — в составе Рождественского сельского поселения.

## Население
| 1859 | 1905 | 1926 | 2002 | 2010 | 2021 |
| ---- | ---- | ---- | ---- | ---- | ---- |
| 235  | ↗270 | ↘184 | ↘19  | ↘16  | ↗18  |

## Культура
Ежегодно в селе проводится Солоухинский литературный праздник, посвященный творчеству писателя Владимира Солоухина.

## Достопримечательности
- Церковь Покрова Пресвятой Богородицы[9].

- Могила Владимира Солоухина[10][11].

- Мемориальный музей Владимира Солоухина[12].

## Известные жители

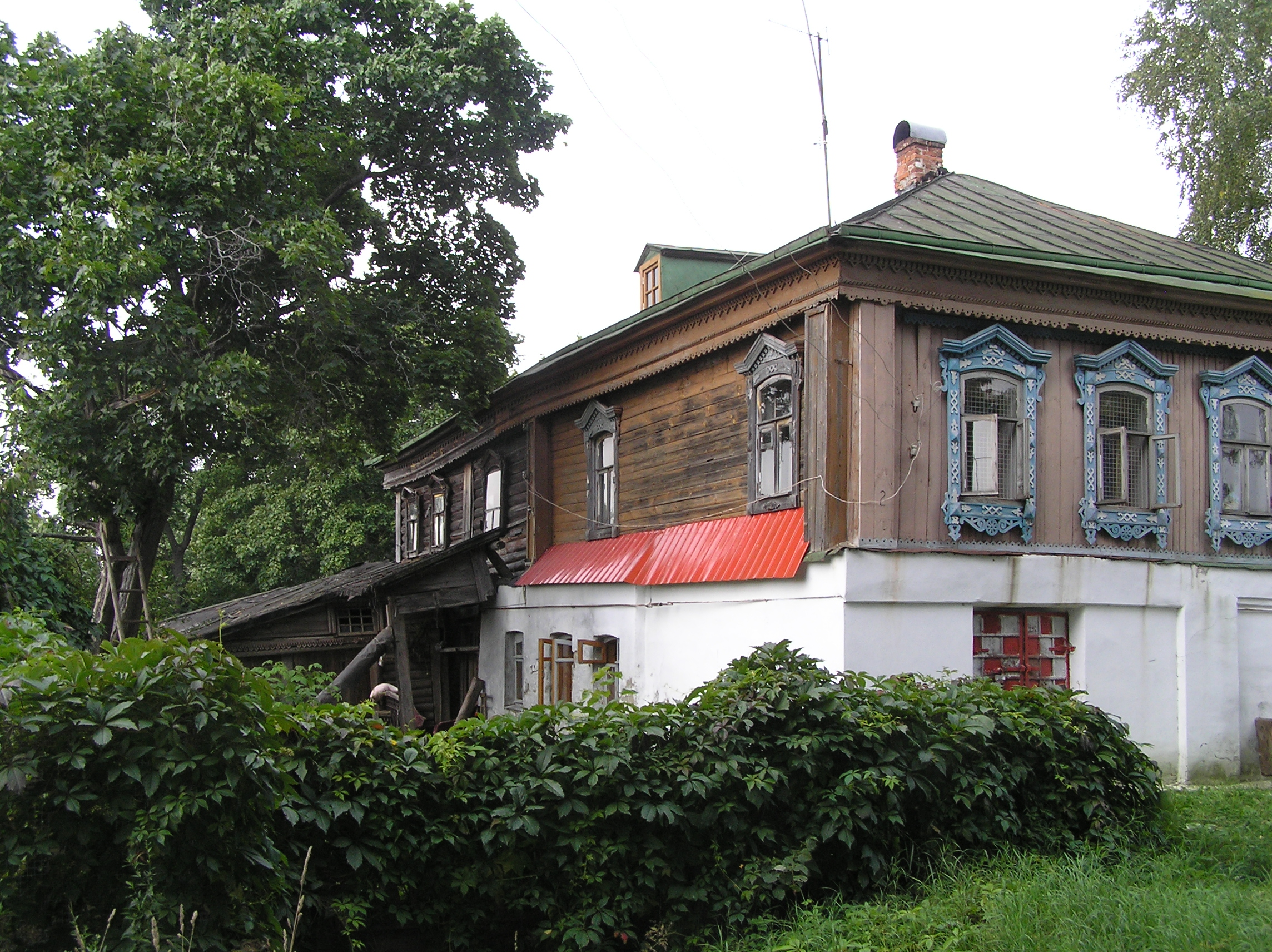
Дом В. А. Солоухина в селе Алепино

14 июня 1924 года в Алепино родился известный советский писатель Владимир Солоухин.